# Melinopterus prodromus

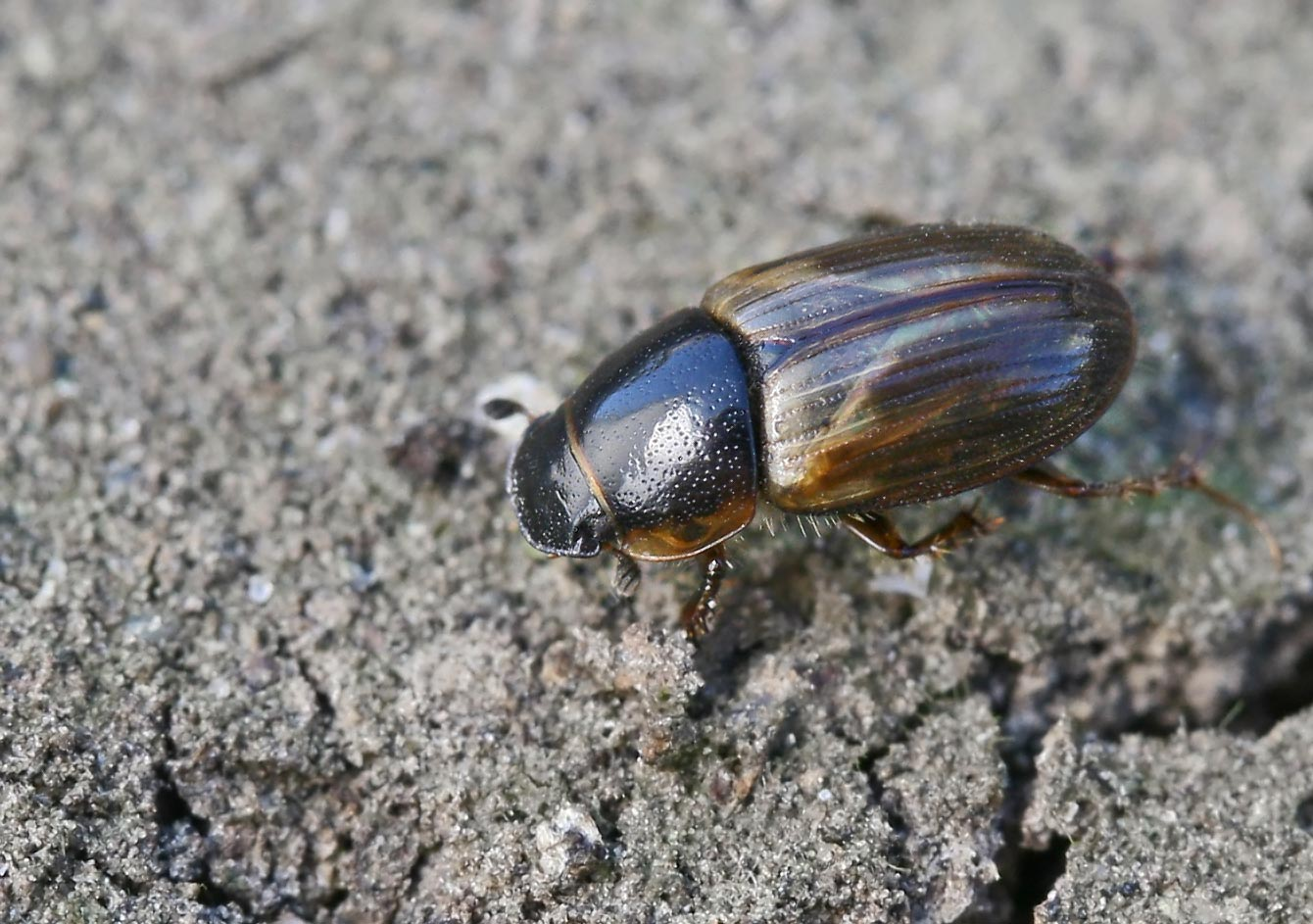
Melinopterus prodromus

Melinopterus prodromus syn. Aphodius (Melinopterus) prodromus, auch als Hellrandiger Dungkäfer bezeichnet, ist ein Käfer aus der Familie der Blatthornkäfer (Scarabaeidae).

## Merkmale des Käfers
Die länglich ovalen und sehr abgeflachten Käfer besitzen eine Körperlänge von 4–7 mm. Kopf, Halsschild und Scutellum sind schwarz. Der Halsschild ist vorne und an den Seiten gelbbraun umrandet. Die Flügeldecken sind gelbbraun gefärbt und besitzen eine variable Musterung.

## Ähnliche Arten
- Melinopterus sphacelatus – sehr ähnliche Art, über deren Halsschild eine Scheitelline verläuft.[4] Außerdem ist die achte Punktreihe der Flügeldecken verkürzt.[4]

## Verbreitung
Die Art kommt in der Paläarktis (Europa, Nordafrika, Naher Osten, Nord- und Mittelasien) vor. Im Norden reicht ihr Vorkommen bis zum 64. Breitengrad. In Nordamerika wurde die Art eingeschleppt.

## Lebensweise
Die Käfer überwintern und fliegen von Februar bis Juni. Die Folgegeneration fliegt im Herbst von September bis November. Die Käfer und Larven ernähren sich hauptsächlich von Dung, insbesondere Pferdekot, seltener von verrottenden Pflanzenteilen wie Kompost oder faulendem Obst.

## Taxonomie
In der Literatur finden sich folgende Synonyme:
- Aphodius prodromus (Brahm, 1790)
- Aphodius (Melinopterus) prodromus (Brahm, 1790)
- Aphodius abscurus Eichler, 1922
- Aphodius angustatus Mulsant, 1842
- Aphodius discoidalis Gistel, 1857
- Aphodius flavogriseus Mulsant, 1842
- Aphodius gisteli Strand, 1917
- Aphodius griseus Dalla Torre, 1879
- Aphodius griseolus Mulsant, 1842
- Aphodius lunulatus Eichler, 1922
- Aphodius rapax Faldermann, 1835
- Scarabaeus prodromus Brahm, 1790